# Карл Фридрих фон Изенбург-Бюдинген-Меерхолц
Карл Фридрих Казимир Адолф Лудвиг фон Изенбург-Бюдинген-Меерхолц (на немски: Karl Friedrich Casimir Adolf Ludwig von Isenburg-Büdingen-Meerholz; * 26 октомври 1819, Меерхолц, Гелнхаузен; † 30 март 1900, Меерхолц) е граф на Изенбург-Бюдинген в Меерхолц.

## Биография
Той е единственият син на граф Йозеф Фридрих Вилхелм Албрехт фон Изенбург-Бюдинген-Меерхолц (1772 – 1822) и съпругата му графиня Доротея фон Кастел-Кастел (1796 – 1864), дъщеря на граф Албрехт Фридрих Карл фон Кастел-Кастел (1766 – 1810) и принцеса Амалия фон Льовенщайн-Вертхайм-Фройденберг (1771 – 1823). Сестра му Берта Амалия Каролина Фердинанда (1821 – 1875) е омъжена на 10 януари 1841 г. в Меерхолц за граф Георг Казимир фон Изенбург-Бюдинген-Филипсайх (1794 – 1875).
От 1844 г. Карл Фридрих е щандесхер (Велико херцогство Хесен) по времето на Германския съюз (1815 – 1866), от 1867 –1900 г. има наследствено място в Първата камера на пруския парламент.
Той умира на 30 март 1900 г. в Меерхолц и е погребан там във фамилния мавзолей.

## Фамилия
Първи брак: на 9 юни 1846 г. в Кастел с графиня Йохана Констанца Агнес Хелена фон Кастел-Кастел (* 8 февруари 1822, Кастел; † 29 март 1863, Меерхолц), дъщеря на граф Фридрих Лудвиг Хайнрих фон Кастел-Кастел (1791 – 1875) и принцеса Фридерика Кристиана Емилия фон Хоенлое-Лангенбург (1793 – 1859). Те имат децата:
- Фридрих фон Изенбург-Бюдинген-Меерхолц (1847 – 1889), наследствен граф на Изенбург-Бюдинген-Меерхолц, политик (1872 – 1878), женен на 20 юли 1875 г. в Грайц за принцеса Мария Ройс, ст. л. (1855 – 1909)
- Густав Клеменс Юлиус Ернст (1853 – 1862)
- Волфганг Фридрих Карл Фердинанд (1855 – 1859)
- Густав Клеменс Фридрих Карл Лудвиг (1863 – 1929), последният наследствен граф на линията Изенбург-Бюдинген-Меерхолц, политик (1901 – 1918), женен на 17 април 1896 в Гауернитц, Саксония, за графиня Текла Доната Шарлота фон Шьонбург-Валденбург (1867 – 1939)
- Хелена Емилия Доротея Ида Аделхайд Берта Елиза Жени Луиза Каролина Филипина (1848 – 1920)
- Клотилда Феодора Текла (1852 – 1922)

Втори брак: на 21 ноември 1865 г. в Бюдинген с принцеса Агнес фон Изенбург-Бюдинген-Бюдинген (* 20 март 1843, Бюдинген; † 17 октомври 1912, Меерхолц), дъщеря на княз Ернст Казимир фон Изенбург-Бюдинген (1806 – 1861) и графиня Текла фон Ербах-Фюрстенау (1815 – 1874). Те имат децата:
- Регинболд Казимир Фридрих Бруно (1867 – 1870)
- Ирмгард Текла Берта Емма Хелена (1868 – 1918), омъжена на 19 май 1897 г. в Меерхолц за княз Волфганг фон Щолберг-Щолберг (1849 – 1903)
- Гизела Берта Аделхайд Клотилда Емма Клементина (1871 – 1964), омъжена на 10 януари 1895 г. в Меерхолц за принц Фридрих Вилхелм фон Липе (1858 – 1914, убит в Лиеж), син на граф Юлиус фон Липе-Бистерфелд (1812 – 1884) и графиня Аделхайд Клотилда Августа фон Кастел-Кастел (1818 – 1900)
- Брунхилда Емма Луитгард Агнес (1873 – 1883)
- Ортруд Агнес Мария Августа Клара (1879 – 1918), омъжена на 14 октомври 1906 г. в Меерхолц за принц Алберт фон Шлезвиг-Холщайн-Зондербург-Глюксбург (1863 – 1948)